# Hanamaki
Hanamaki (jap. 花巻市 Hanamaki-shi) – miasto w Japonii, na wyspie Honsiu, w prefekturze Iwate. Ma powierzchnię 908,39 km². W 2020 r. mieszkały w nim 93 193 osoby, w 34 604 gospodarstwach domowych  (w 2010 r. 101 438 osób, w 33 678 gospodarstwach domowych) .

## Położenie
Miasto leży w środkowej części prefektury. Graniczy z miastami:
- Morioka
- Kitakami
- Miyako,
- Tōno
- Ōshū.

## Historia
Miasto powstało 1 kwietnia 1954 roku.